# Bargouma
Bargouma (auch: Barégouma, Borgouma) ist ein Dorf in der Landgemeinde Dakoussa in Niger.

## Geographie
Das von einem traditionellen Ortsvorsteher (chef traditionnel) geleitete Dorf befindet sich rund sechs Kilometer südlich des Hauptorts Dakoussa der gleichnamigen Landgemeinde, die zum Departement Takeita in der Region Zinder gehört. Zu weiteren Siedlungen in der Umgebung von Bargouma zählen Toumnia im Nordwesten, Bourbourwa im Nordosten, Gandou und Magaria Ta Adam im Süden sowie Bilmari im Südwesten.
Der Talweg des Trockentals von Bargouma weist eine Länge von 34,9 km auf. Sein Einzugsgebiet ist 694,1 km² groß. Kleine, etwa einen Meter hohe Erhebungen östlich von Bargouma bestehen aus Gneis, der sich hauptsächlich aus Quarz, Plagioklasen, Mikroklin und Ambipholen zusammensetzt. Vergleichbare Vorkommen in der Region gibt es nordöstlich des Departementhauptorts Damagaram Takaya, nordöstlich des Gemeindehauptorts Gaffati und östlich des Dorfs Kandari. Es herrscht das Klima der Sahelzone vor, mit einer durchschnittlichen jährlichen Niederschlagsmenge zwischen 300 und 400 mm.

## Geschichte

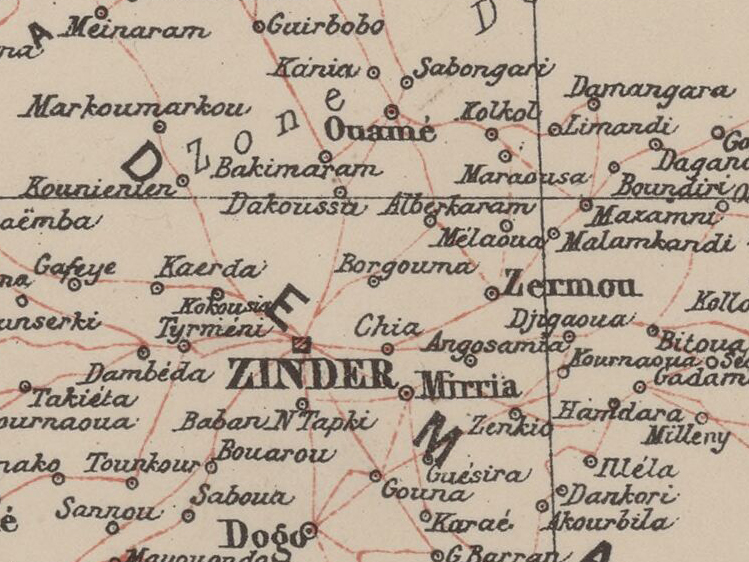
Ausschnitt einer Karte von 1903 mit Bargouma (Borgouma) im Zentrum

Bei einer Untersuchung im Jahr 1990 wurde beim Befall mit der Saugwürmer-Art Schistosoma haematobium unter den 10- bis 13-Jährigen im Ort eine Prävalenz von 16 Prozent festgestellt.

## Bevölkerung
Bei der Volkszählung 2012 hatte Bargouma 964 Einwohner, die in 152 Haushalten lebten. Bei der Volkszählung 2001 betrug die Einwohnerzahl 636 in 102 Haushalten und bei der Volkszählung 1988 belief sich die Einwohnerzahl auf 683 in 108 Haushalten.
Die Bevölkerungsdichte in diesem Gebiet ist mit über 100 Einwohnern je Quadratkilometer hoch.

## Wirtschaft und Infrastruktur
Das Gebiet der Ebenen im Süden der Region Zinder, in dem Bargouma liegt, ist von einer anhaltenden Degradation der ackerbaulichen Flächen gekennzeichnet, die mit der hohen Bevölkerungsdichte in Zusammenhang steht. Die nördlich des Dorfs gelegene Bargouma-Talsperre dient landwirtschaftlichen Zwecken. Es gibt eine Schule im Ort. Durch Bargouma führt die 187,5 Kilometer lange Nationalstraße 34 zwischen der Nationalstraße 11 und Gouré. Es handelt sich um eine einfache Erdstraße.